# Ростовка (Карагандинская область)
Росто́вка (каз. Ростовка) — село в Бухар-Жырауском районе Карагандинской области Казахстана, административный центр Ростовского сельского округа.

## География
Населённый пункт расположен на западе района, на правом берегу реки Нура (каз. Нұра), в 95 километрах (по автодороге) к западу от районного центра посёлка Ботакара, в 55 километрах к северо-западу от областного центра города Караганда. Соседние населённые пункты: Кызылкайын в 4,3 километрах к югу, Тегизжол в 4,4 километрах к северо-востоку, Тасаул в 5,5 километрах к востоку, Кызылжар в 8 километрах к юго-западу, Красная Нива в 13 километрах к западу. Ближайшая железнодорожная станция Темиртау — расположена в 18 километрах к востоку. Транспортное сообщение осуществляется автомобильной дорогой республиканского значения KAZ05 «Астана — Кабанбай батыра — Нура — Темиртау» (до 20 августа 2015 года — Р-3). Абсолютная высота центра населённого пункта — 476 метров над уровнем моря.

## История
Переселенческий участок Теке-Караузек был образован в 1907 году на берегу реки Нура на территории Спасской киргизской волости Акмолинского уезда. Согласно справочным сведениям на 1911 год, общая площадь участка составляла 6 233,0 десятин, из них удобной — 4 754,0, неудобной — 1 479,0, церковной — 120,0; число душевных долей — 317. Участок находился в 140 верстах от близлежащего города и в 27 — от волостного правления и почтовой станции; к 1910 году были организованы 2 казенных колодца. Участок пронумерован на карте 1911 года — 114-м. Непосредственно Ростовское сельское общество было образовано в 1909 году. Согласно другим данным, село было основано в 1908 году:478. Посёлок фигурирует на карте 1913 года как Ростовский. По Памятной книжке Акмолинской области 1912 года, селение Ростовское — располагалось на 5-м участке и относилось к Лифляндской волости (волостное село — Санниково).
После окончательного установления советской власти на территории нынешней Карагандинской области к середине 1920 года, постановлением Чрезвычайной полномочной комиссии ЦИК КАССР 25 апреля 1921 года была образована Акмолинская губерния, куда вошли бывшие уезды Акмолинской области кроме Омского:26—30. В январе 1923 года было проведено укрупнение волостей, в ходе которого Ростовка вошла в состав Промышленной волости:29—30. В сентябре 1928 года утверждается районно-окружное деление, Ростовка — в составе Промышленного района Акмолинского округа:183—184. В декабре 1930 года на основании постановления ВЦИК от 23 июля 1930 года ликвидируется окружное деление и укрепляются районы, село вошло в состав Карагандинского района (с 1931 года — Тельманский):183—184. С февраля 1932 года — в составе Карагандинской области:230—231. Согласно административно-территориальному делению Казахской ССР на 1 января 1951 года, административный центр Ростовского сельсовета Тельманского района. Постановлением Правительства Республики Казахстан «О мерах по реализации Указа Президента Республики Казахстан "Об изменениях в административно-территориальном устройстве Алматинской, Восточно-Казахстанской, Карагандинской и Северо-Казахстанской областей"» от 23 мая 1997 года, — село в составе Бухар-Жырауского района. 

## Современное состояние
На 2016 год в селе — 10 улиц. Согласно решению акима Бухар-Жырауского района Карагандинской области от 27 января 2020 года № 1 «Об образовании избирательных участков на территории Бухар-Жырауского района» на территории села по адресу Центральная 29 организован избирательный участок № 527.

## Население
| Численность населения | Численность населения | Численность населения | Численность населения | Численность населения |
| 1910                  | 1989                  | 1999                  | 2009                  | 2021                  |
| --------------------- | --------------------- | --------------------- | --------------------- | --------------------- |
| 239                   | ↗1824                 | ↘1595                 | ↗1915                 | ↘176                  |

национальный состав
Процентное соотношение численно-преобладающих национальностей села согласно переписи населения 1989 года:
| Национальность | Процентное соотношение |
| -------------- | ---------------------- |
| русские        | 39 %                   |
| немцы          | 21 %                   |
| казахи         | 20 %                   |
| другие         | 20 %                   |

персоналии
- Прокофий Корниенко (1911—1972) — Герой Советского Союза (1943).
- Валентина Руссу (1920—1982) — Герой Социалистического труда (1966).
- Толеубай  Жунусов (1927—2015) — инженер-строитель, доктор технических наук.